# Lottia borealis
Lottia borealis är en snäckart som först beskrevs av Lindberg 1982.  Lottia borealis ingår i släktet Lottia och familjen Lottiidae. Inga underarter finns listade i Catalogue of Life.